# 訃報 2016年5月
訃報 2016年5月（ふほう 2016ねん5がつ）では、2016年5月に物故した、又は物故が報じられた人物についてまとめる。

## (1日 - 15日)

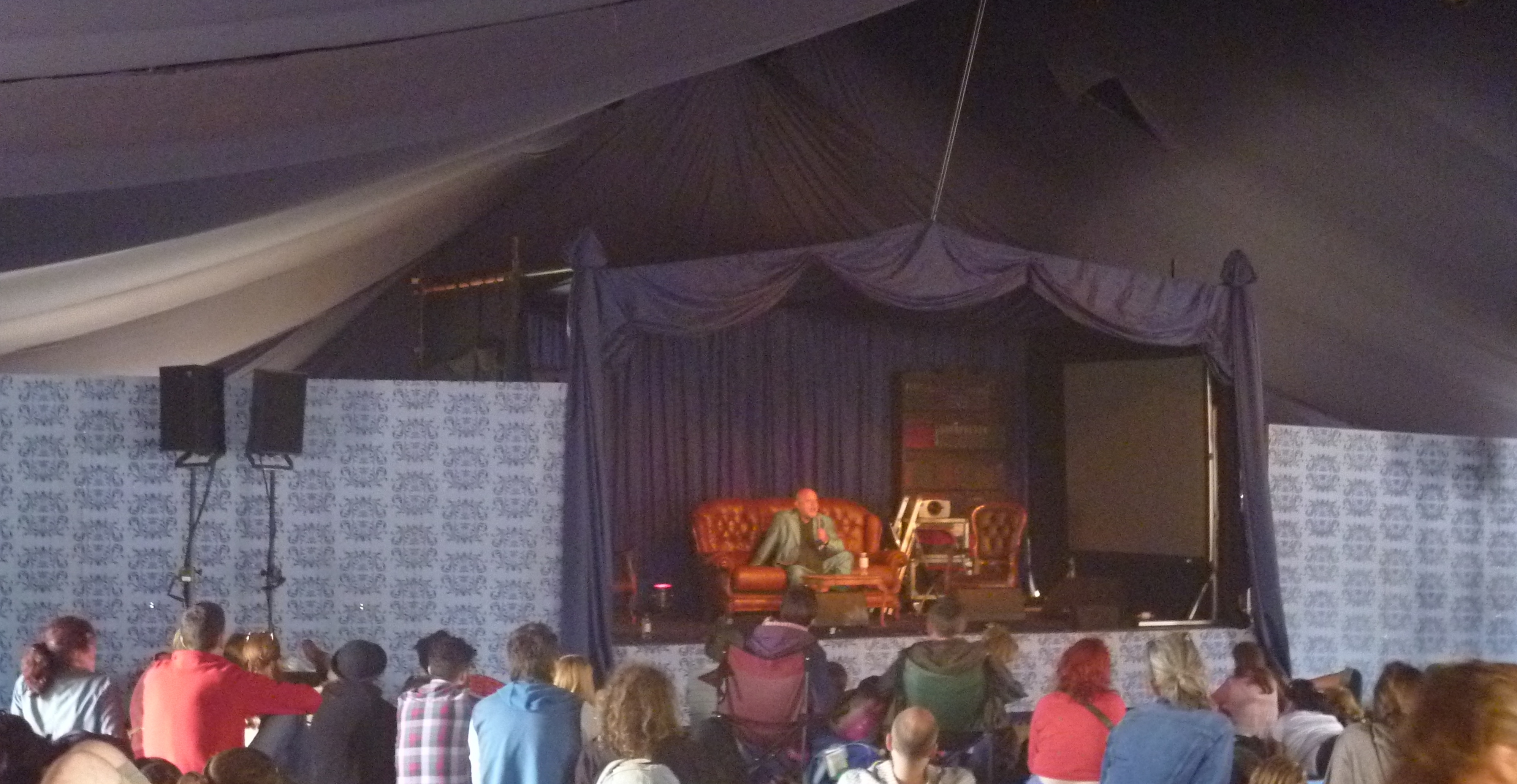
ジョナサン・ケイナー（ステージの人物）／5月2日没

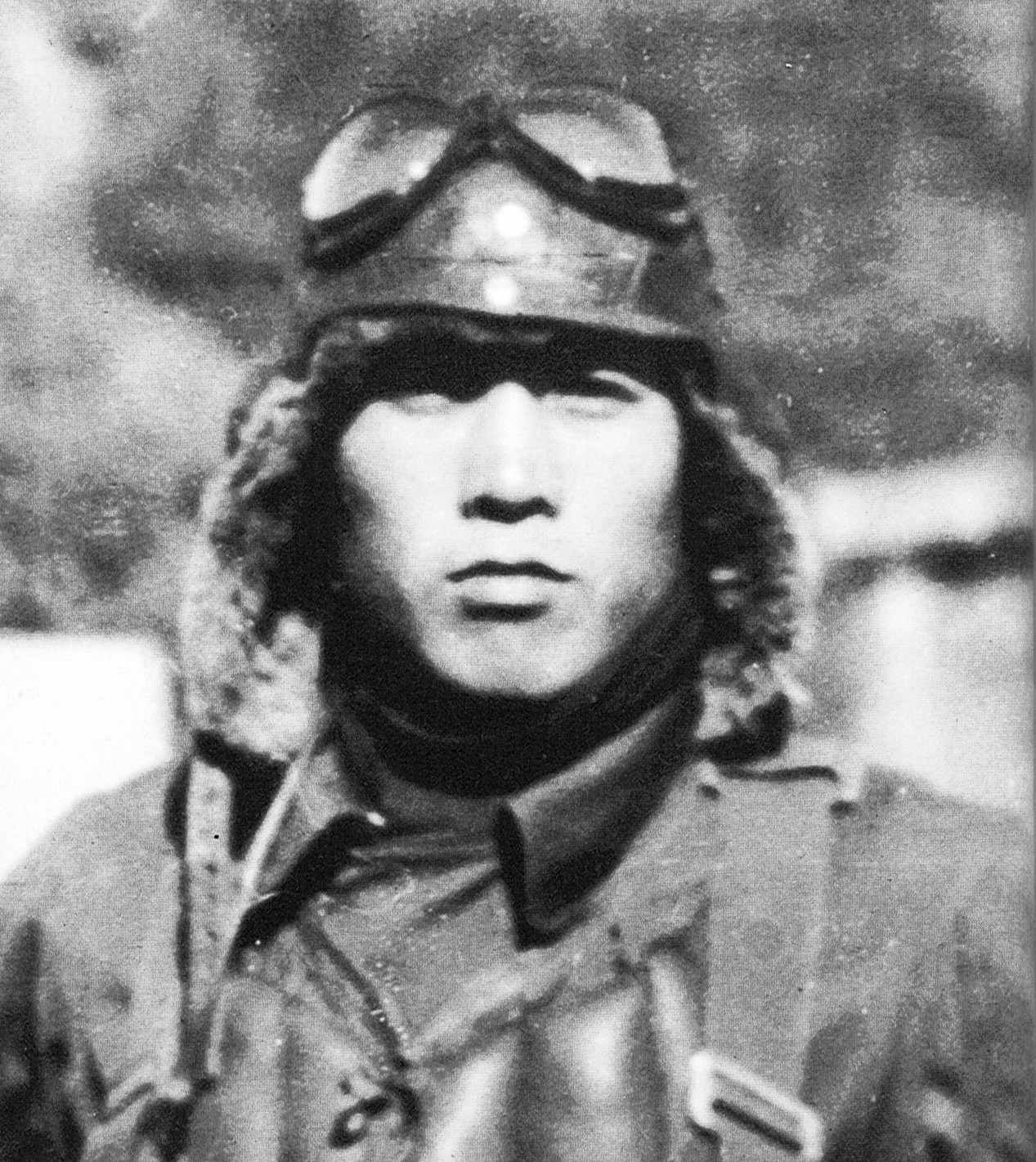
原田要／5月3日没

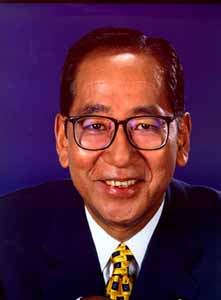
佐藤信二／5月3日没

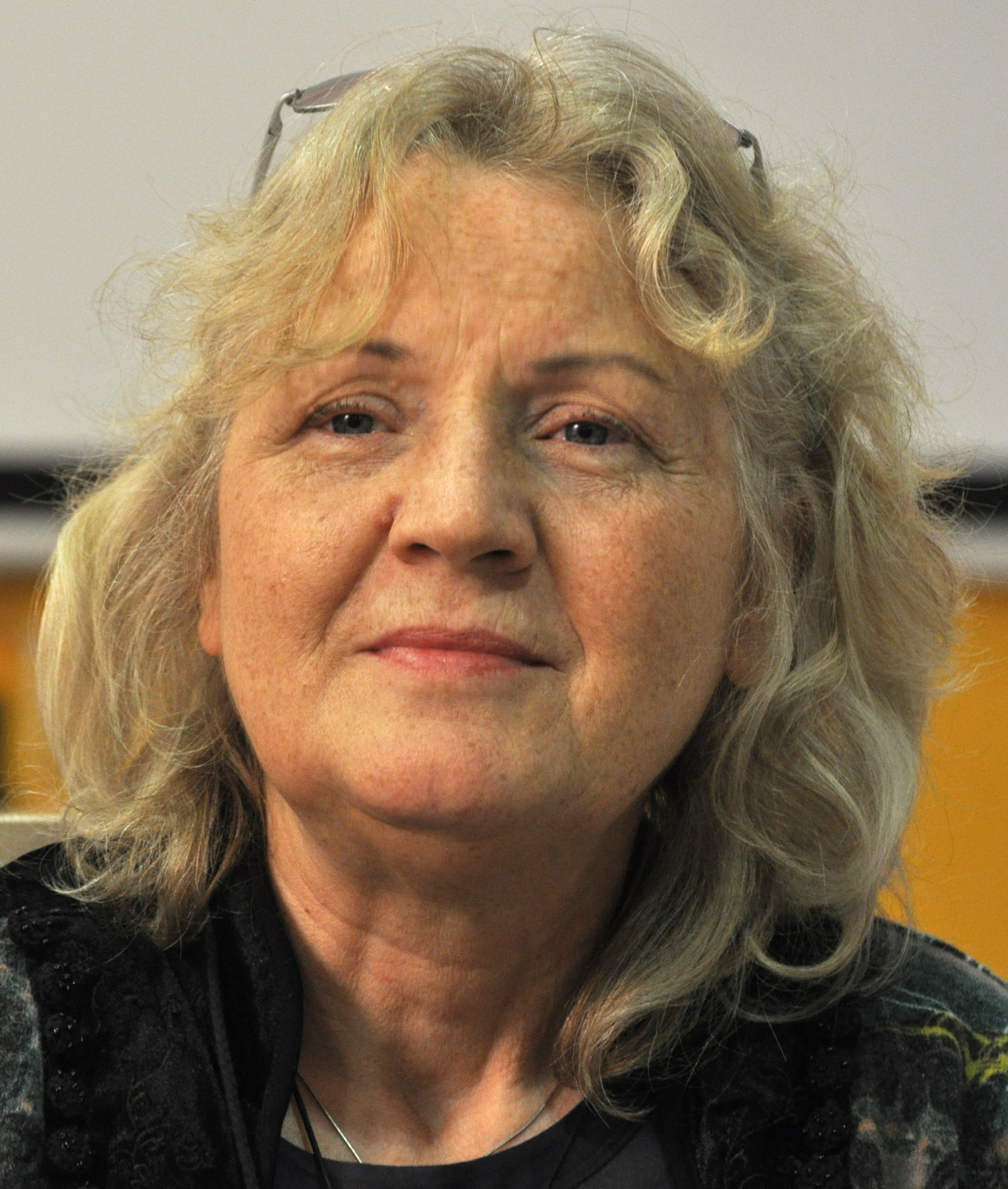
ヤドランカ・ストヤコヴィッチ／5月3日没

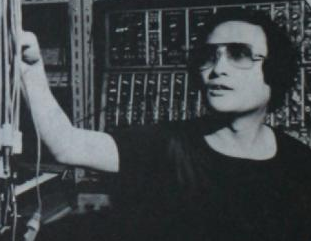
冨田勲／5月5日没

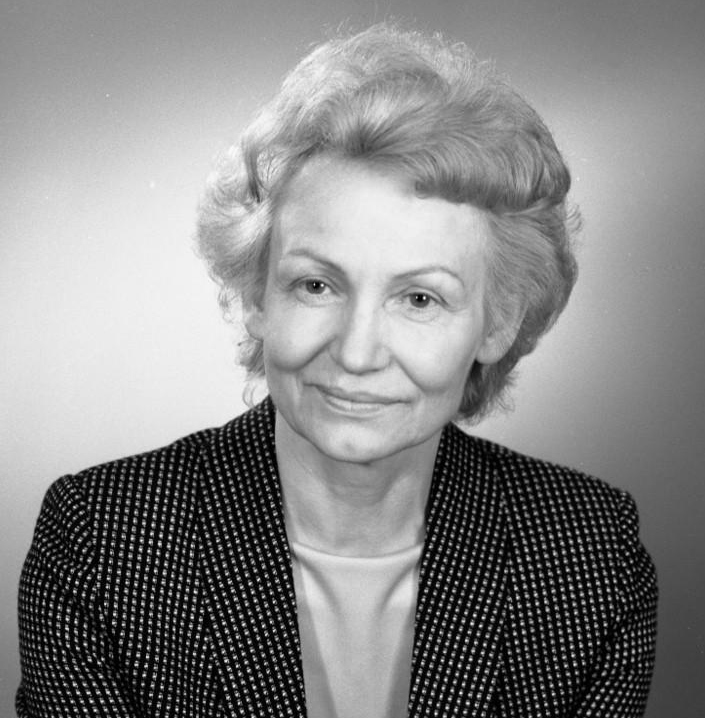
マルゴット・ホーネッカー／5月6日没

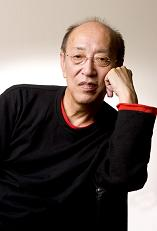
蜷川幸雄／5月12日没

- 5月1日 - 梶本尚靖、日本の実業家、音楽事務所KAJIMOTO会長（* 1921年）[1]
- 5月1日 - マデリーン・ルボー、フランスの女優（* 1923年）[2]
- 5月2日 - 新屋英子、日本の女優（* 1928年）[3]
- 5月2日 - 伊藤隆夫、日本の教育者、元学校法人西南学院理事長（* 1929年?）[4]
- 5月2日 - ジョナサン・ケイナー、イギリスの西洋占星術師（* 1957年）[5]
- 5月2日 - 松智洋、日本のライトノベル作家（* 1972年）[6]
- 5月3日 - 原田要、日本の海軍軍人、戦闘機操縦者（* 1916年）[7]
- 5月3日 - 佐藤信二、日本の政治家、元自由民主党衆議院議員、第61代通商産業大臣（* 1932年）[8]
- 5月3日 - ドミンゴ・リム・シアゾン、フィリピンの外交官、政治家、元外務大臣（* 1939年）[9]
- 5月3日 - 川端世輝、日本の実業家、元電気化学工業社長（* 1942年）[10]
- 5月3日 - ヤドランカ・ストヤコヴィッチ、ボスニア・ヘルツェゴビナの歌手（* 1950年）[11]
- 5月4日 - 高桑栄松、日本の医学博士、政治家、北海道大学名誉教授、元公明党参議院議員（* 1919年）[12]
- 5月4日 - 三角洋一、日本の国文学者、東京大学名誉教授（* 1948年）[13]
- 5月4日 - 神浦元彰、日本の軍事ジャーナリスト（* 1949年）[14]
- 5月4日 - 水沼猛、日本の政治家、北海道別海町長（* 1950年）[15]
- 5月5日 - 河西正治、日本の政治家、元鳥取市議会議長（* 1926年?）[16]
- 5月5日 - 冨田勲、日本の作曲家、編曲家、シンセサイザー奏者（* 1932年）[17]
- 5月6日 - 砂川逸郎、日本の実業家、元ニッケ社長（* 1922年?）[18]
- 5月6日 - 田中光常、日本の動物写真家（* 1924年）[19]
- 5月6日 - マルゴット・ホーネッカー、ドイツの政治家、元ドイツ民主共和国国民教育相（* 1927年）[20]
- 5月6日 - 佐々木喜朗、日本の実業家、元新日本製鉄副社長、元合同製鉄会長（* 1930年）[21]
- 5月6日 - 鈴木和雄、日本の政治家、元群馬県みなかみ町長（* 1940年）[22]
- 5月7日 - 坪井清足、日本の考古学者（* 1921年）[23]
- 5月7日 - 小野田元、日本の実業家、元金門製作所社長（* 1924年）[24]
- 5月7日 - 野口祐、日本の経営学者、慶應義塾大学名誉教授（* 1926年）[25]
- 5月7日 - 四代目針生乾馬、日本の陶芸家（* 1927年）[26]
- 5月8日 - 今堀和友、日本の生化学者、東京大学名誉教授（* 1920年）[27]
- 5月8日 - 近角聡信、日本の物理学者、東京大学名誉教授（* 1922年）[28]
- 5月8日 - 方又榮（朝鮮語版）、大韓民国のジャーナリスト、実業家、朝鮮日報常任顧問（* 1928年）[29]
- 5月9日 - 秋本祐作、日本のプロ野球選手【阪急ブレーブスほか所属】、プロゴルファー（* 1935年）[30]
- 5月9日 - 吉田正信、日本の国文学者、愛知教育大学名誉教授（* 1940年）[31]
- 5月10日 - 猪俣宇吉、日本の実業家、元北越製紙社長（* 1927年）[32]
- 5月10日 - 吉田透思朗、日本の俳人、現代俳句協会名誉会員（* 1927年?）[33]
- 5月11日 - 櫻井康裕、日本の脚本家（* 1928年）[34]
- 5月12日 - スザンナ・マシャット・ジョーンズ、アメリカ合衆国の長寿世界一の女性（* 1899年）[35]
- 5月12日 - 黒川江偉子、日本の書家、毎日書道展参与会員（* 1929年?）[36]
- 5月12日 - 清水正之、日本の造園学者、元大阪芸術大学教授（* 1931年）[37]
- 5月12日 - 松風定二、日本の実業家、元松風社長（* 1934年?）[38]
- 5月12日 - 蜷川幸雄、日本の演出家、俳優（* 1935年）[39]
- 5月12日 - 岡野麻里安、日本の小説家（* 1966年）[40]
- 5月13日 - 竹内浩、日本の実業家、元日本信号社長（* 1920年?）[41]
- 5月13日 - 鈴木喜代春、日本の児童文学作家（* 1925年）[42]
- 5月13日 - 永田文夫、日本の音楽評論家、訳詞家（* 1927年）[43]
- 5月13日 - 稲垣昭三、日本の俳優（* 1928年）[44]
- 5月13日 - 有川清次、日本の政治家、元日本社会党衆議院議員（* 1929年）[45]
- 5月13日 - ディック・マコーリフ（英語版）、アメリカ合衆国の元MLB選手【デトロイト・タイガースなどに所属】（* 1939年）[46]
- 5月13日 - 二木真希子、日本のアニメーター（* 1957年）[47]
- 5月13日 - 工藤幹夫、日本の元プロ野球選手【日本ハムファイターズ所属】（* 1960年）[48]
- 5月15日 - 川本貢、日本の実業家、元積水化成品工業社長（* 1919年）[49]
- 5月15日 - 野地潤家、日本の国語教育学者、広島大学名誉教授（* 1920年）[50]
- 5月15日 - 中沢保生、日本の心理学者、清泉女学院大学教授（* 1955年?）[51]

## (16日 - 31日)

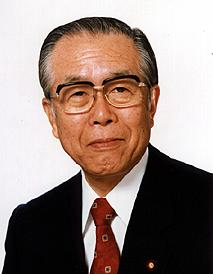
堀内光雄／5月17日没

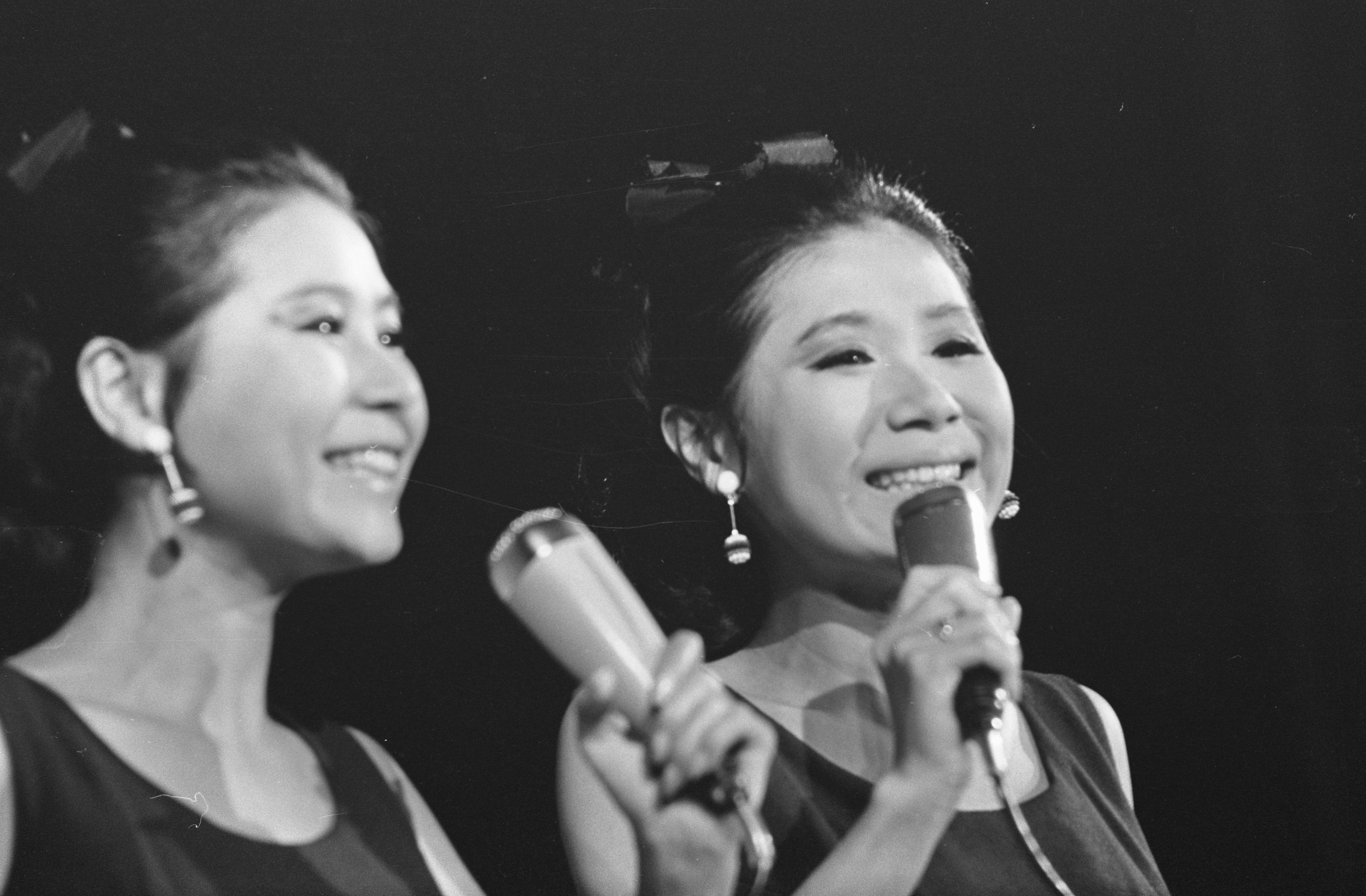
伊藤ユミ（右）／5月18日没

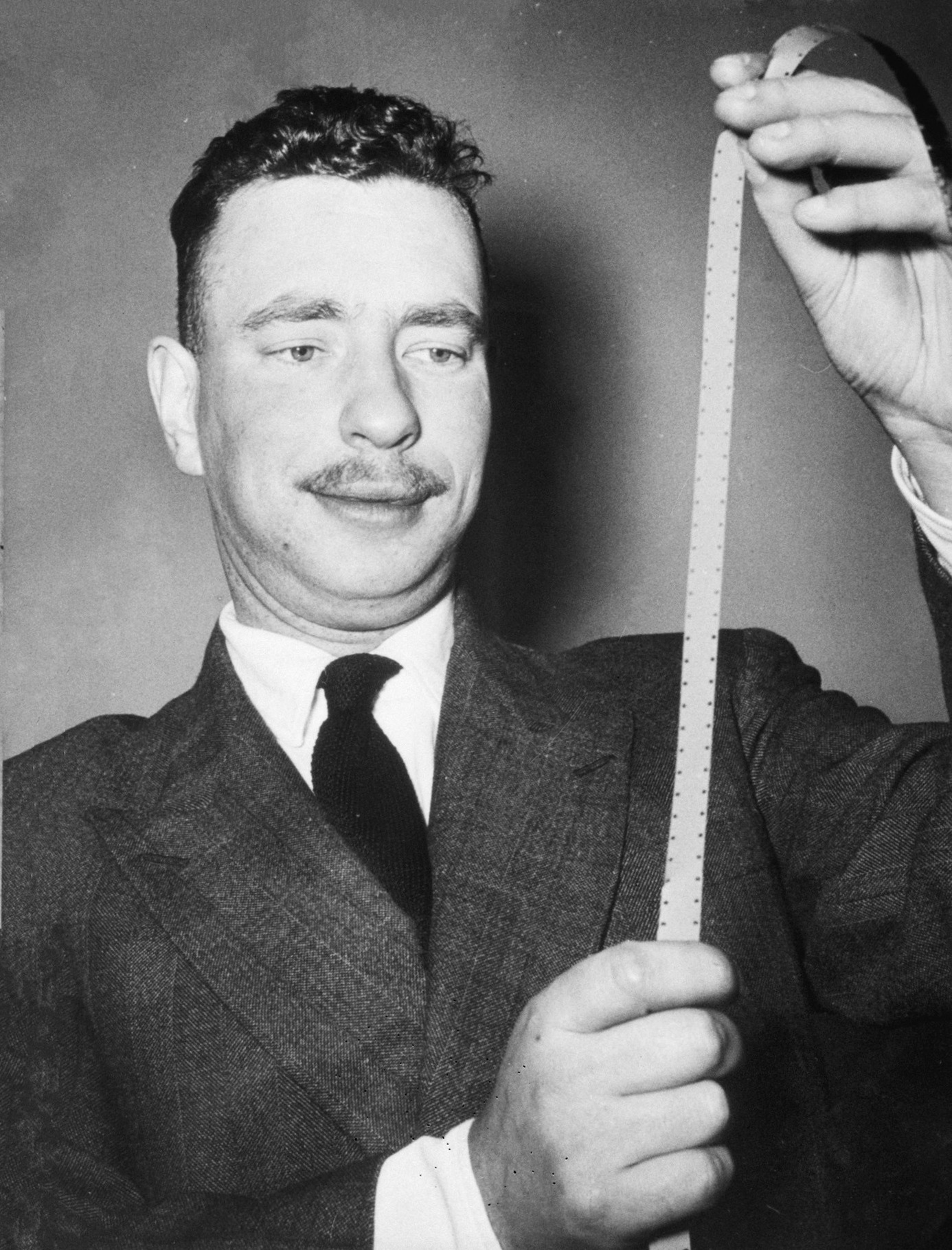
アレクサンドル・アストリュック／5月19日没

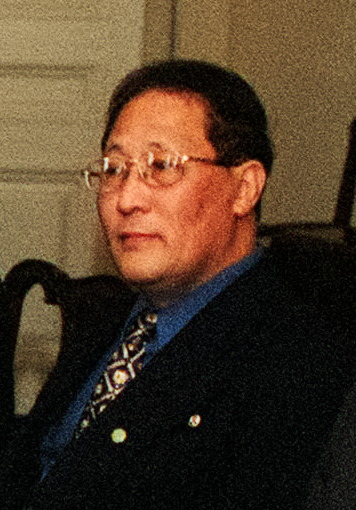
姜錫柱／5月19日没

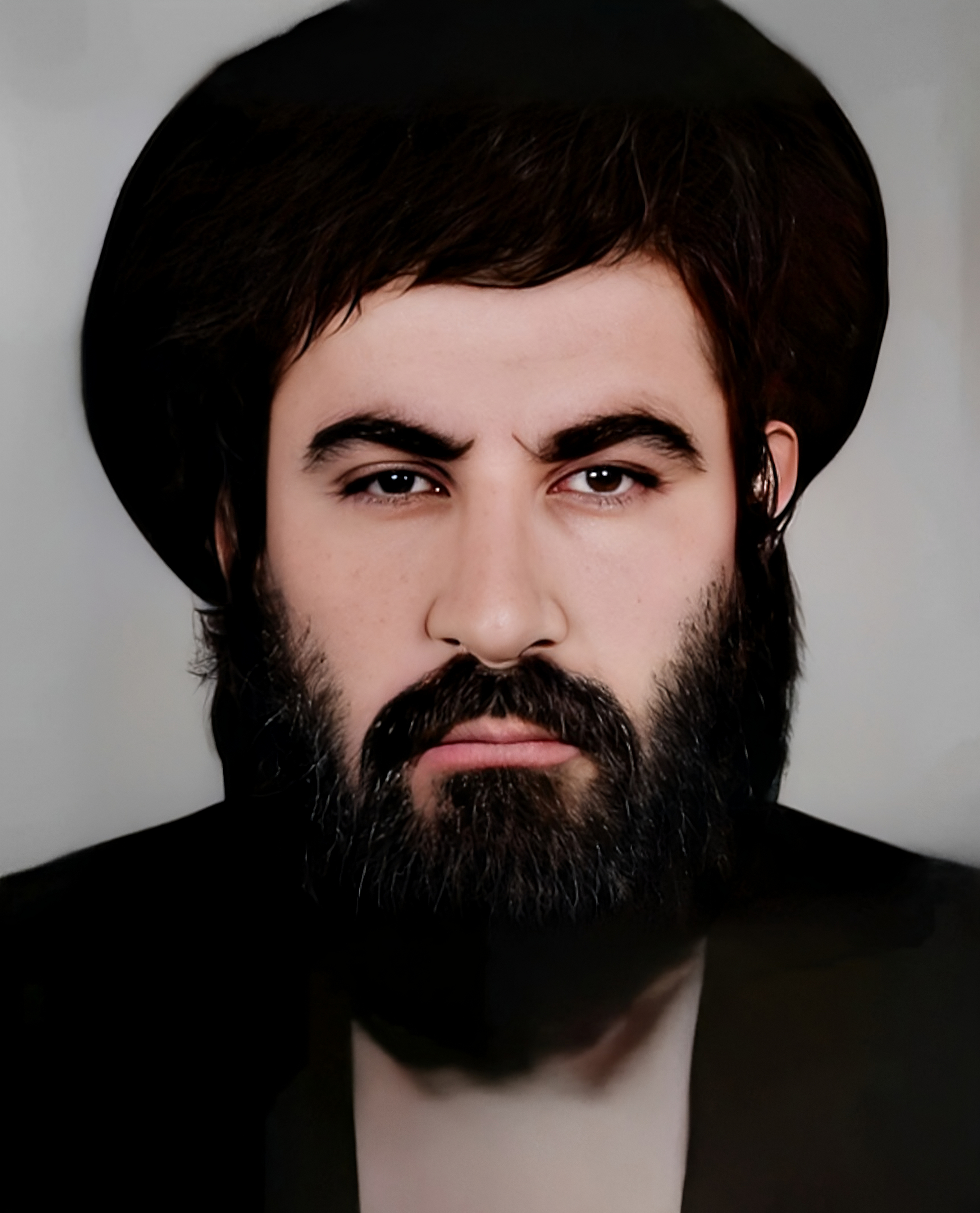
アフタル・ムハンマド・マンスール／5月20〜21日没

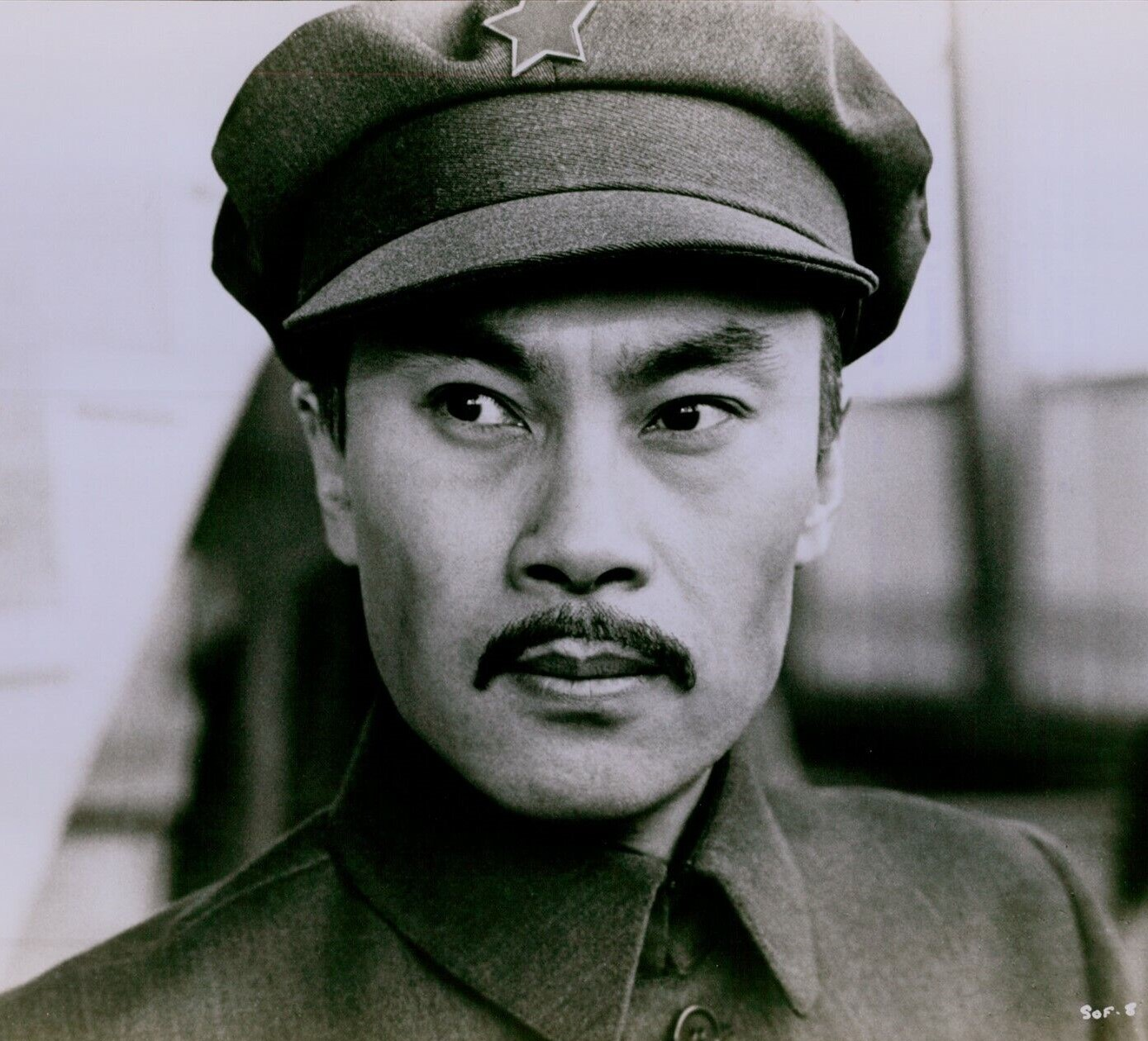
バート・クウォーク／5月24日没

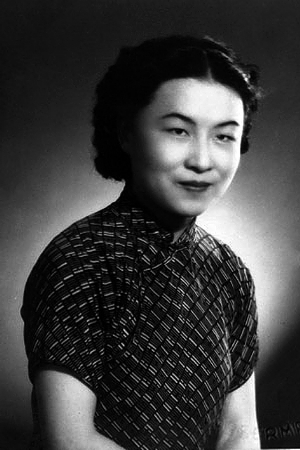
楊絳／5月25日没

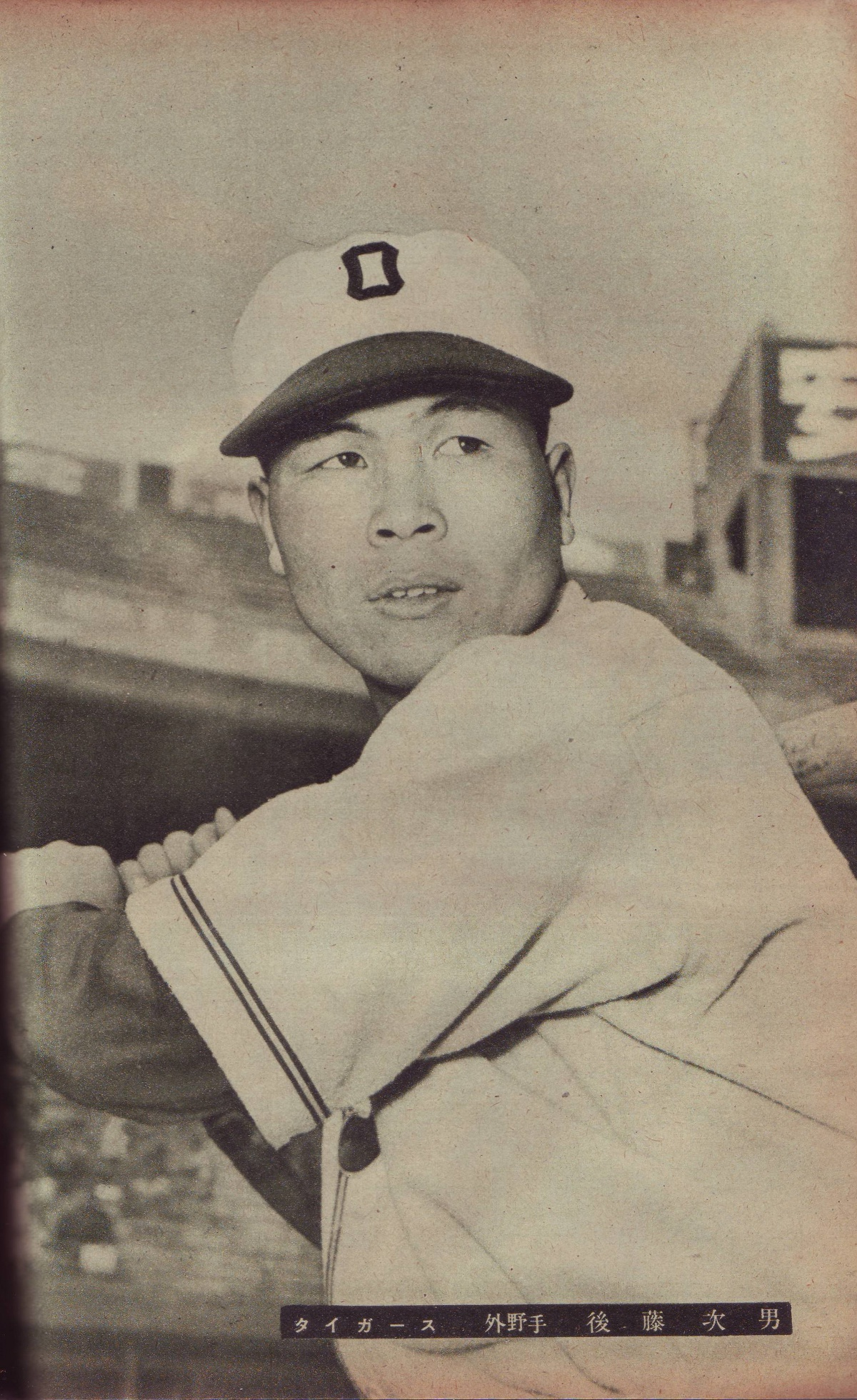
後藤次男／5月30日没

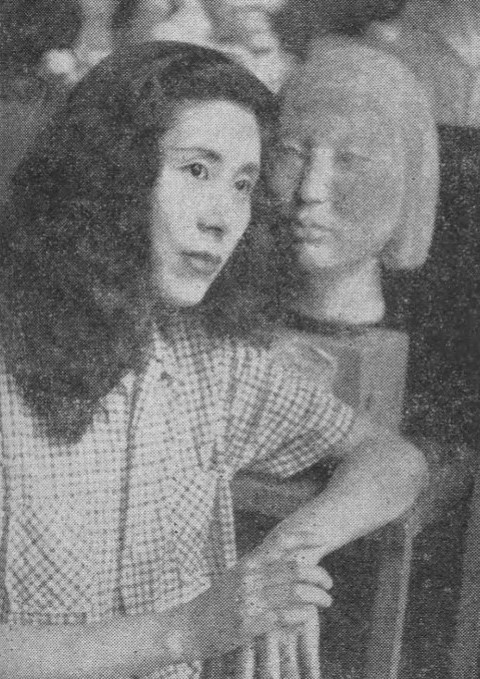
朝倉響子／5月30日没

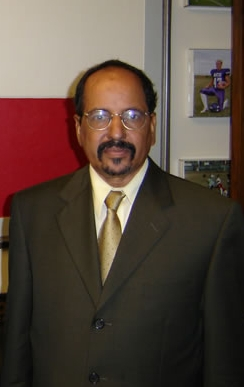
ムハンマド・アブデルアズィーズ／5月31日没

- 5月16日 - 安井稔、日本の英語学者、東北大学名誉教授（* 1921年）[52]
- 5月16日 - 遠藤光男、日本の弁護士、元最高裁判所裁判官（* 1930年）[53]
- 5月16日 - パウロ・エミリオ・フロッサルド・ジョルジ、ブラジルのサッカー指導者、元セレッソ大阪監督（* 1936年）[54]
- 5月16日 - 根木昭、 日本の実業家、昭和音楽大学教授、東京芸術大学名誉教授（* 1943年）[55]
- 5月16日 - 星川京児、日本の音楽プロデューサー（* 1953年）[56]
- 5月16日 - 渡辺弥寿夫、日本の計算機科学者、金沢工業大学教授（* 1954年?）[57]
- 5月17日 - 海堀寅一、日本の実業家、元朝日ウッドテック社長（* 1927年）[58]
- 5月17日 - 堀内光雄、日本の政治家、実業家、元自由民主党衆議院議員、元富士急行会長、第62代通商産業大臣（* 1930年）[59]
- 5月17日 - 吉岡修一、日本の実業家、前全国共済水産業協同組合連合会代表理事会長（* 1936年?）[60]
- 5月17日 - 式場壮吉、日本の元レーシングドライバー、実業家（* 1939年）[61]
- 5月17日 - 広田義治、日本の官僚、元滋賀県副知事（* 1943年?）[62]
- 5月17日 - 柳家喜多八、日本の落語家（* 1949年）[63]
- 5月17日 - 水谷優子、日本の声優（* 1964年）[64]
- 5月18日 - 林屋永吉、日本の外交官、元駐スペイン大使（* 1919年）[65]
- 5月18日 - 箕浦宗吉、日本の実業家、元名古屋鉄道会長、元名古屋商工会議所会頭（* 1927年）[66]
- 5月18日 - 藤井養堂、日本の書家、毎日書道展審査会員（* 1930年?）[67]
- 5月18日 - 伊藤ユミ、日本の歌手、女性デュオ『ザ・ピーナッツ』の妹（* 1941年）[68]
- 5月19日 - アレクサンドル・アストリュック、フランスの映画監督・作家（* 1923年）[69]
- 5月19日 - 岩見至、日本のフランス文学者、大谷大学名誉教授（* 1926年）[70]
- 5月20日 - 堀内完、日本の舞踊家（* 1930年）[71]
- 5月20日 - 塚本保夫、日本の政治家、元岐阜県土岐市長（* 1935年）[72]
- 5月20日 - 姜錫柱、北朝鮮の外交官、政治家、元朝鮮労働党書記（* 1939年）[73]
- 5月20日 - 牧野剛、日本の市民運動家、予備校講師（* 1945年）[74]
- 5月20日 - YOSHIBOW、日本のダンサー（* 1957年）[75]
- 5月20日 - 葛見久則、日本の実業家、ウオロク社長（* 1962年）[76]
- 5月20日〜21日の間にかけて - アフタル・ムハンマド・マンスール、アフガニスタンのイスラム原理主義者、ターリバーン最高指導者（* 1965年?）[77][78]
- 5月21日 - 西村滋、日本の小説家（* 1925年）[79]
- 5月21日 - 山内秀臣、日本の洋画家（* 1930年）[80]
- 5月21日 - ニック・メンザ、アメリカ合衆国のドラマー、元メガデスメンバー（* 1964年） [81]
- 5月21日 - 今坂勝広、日本の競艇選手（* 1976年）[82]
- 5月22日 - 仁木安、日本のプロ野球選手【阪急ブレーブス所属】（* 1925年）[83]
- 5月23日 - 戸田隆志、日本の実業家、元清水建設副社長（* 1932年?）[84]
- 5月24日 - 宮間利之、日本のビッグバンドリーダー（* 1921年）[85]
- 5月24日 - 杉谷昭、日本の歴史学者、佐賀大学名誉教授（* 1928年）[86]
- 5月24日 - バート・クウォーク、イギリスの俳優（* 1930年）[87]
- 5月24日 - 高島進、日本の社会福祉学者、日本福祉大学名誉教授（* 1933年）[88]
- 5月24日 - 佐藤晃一、日本のグラフィックデザイナー、多摩美術大学名誉教授（* 1944年）[89]
- 5月25日 - 楊絳、中国の作家、翻訳家（* 1911年）[90]
- 5月25日 - 工藤和彦、日本の華道家、元日本いけばな芸術協会理事長（* 1926年）[91]
- 5月25日 - 牧野由朗、日本の社会学者、愛知大学名誉教授、第12代愛知大学学長（* 1926年）[92]
- 5月26日 - 金森修、日本の哲学研究者、東京大学大学院教授（* 1954年）[93]
- 5月28日 - 長岡金吾、日本の工学者、北海道大学名誉教授（* 1923年）[94]
- 5月28日 - 藤村重文、日本の医学者（呼吸器外科学）、仙台青葉学院短期大学学長、東北大学名誉教授（* 1936年）[95]
- 5月28日 - 末吉暁子、日本の児童文学作家（* 1942年）[96]
- 5月28日 - 和田哲哉、日本の実業家、三菱UFJニコス代表取締役会長（* 1954年）[97]
- 5月29日 - 関綾二郎、日本の政治家、元東京都小金井市長（* 1911年）[98]
- 5月29日 - 中邨啓子、日本の書家、毎日書道展審査会員（* 1949年?）[99]
- 5月30日 - 後藤次男、日本のプロ野球選手【大阪タイガース所属】、元阪神タイガース監督（* 1924年）[100]
- 5月30日 - 朝倉響子、日本の彫刻家（* 1925年）[101]
- 5月30日 - 小川光三、日本の写真家（* 1928年）[102]
- 5月30日 - 片山恂、日本の実業家、元大広社長、元朝日新聞社取締役（* 1930年）[103]
- 5月30日 - 石井忠、日本の漂着物研究者、元漂着物学会会長（* 1937年）[104]
- 5月31日 - 高原忠敏、日本の航空自衛官、元航空自衛隊幹部候補生学校校長、元空将（* 1923年?）[105]
- 5月31日 - 柴田勝、日本の歯科医師、前日本歯科医師会副会長（* 1943年）[106]
- 5月31日 - ムハンマド・アブデルアズィーズ、サハラ・アラブ民主共和国大統領（1947年）[107]